# Zu unserer Lieben Frauen (Buchfart)

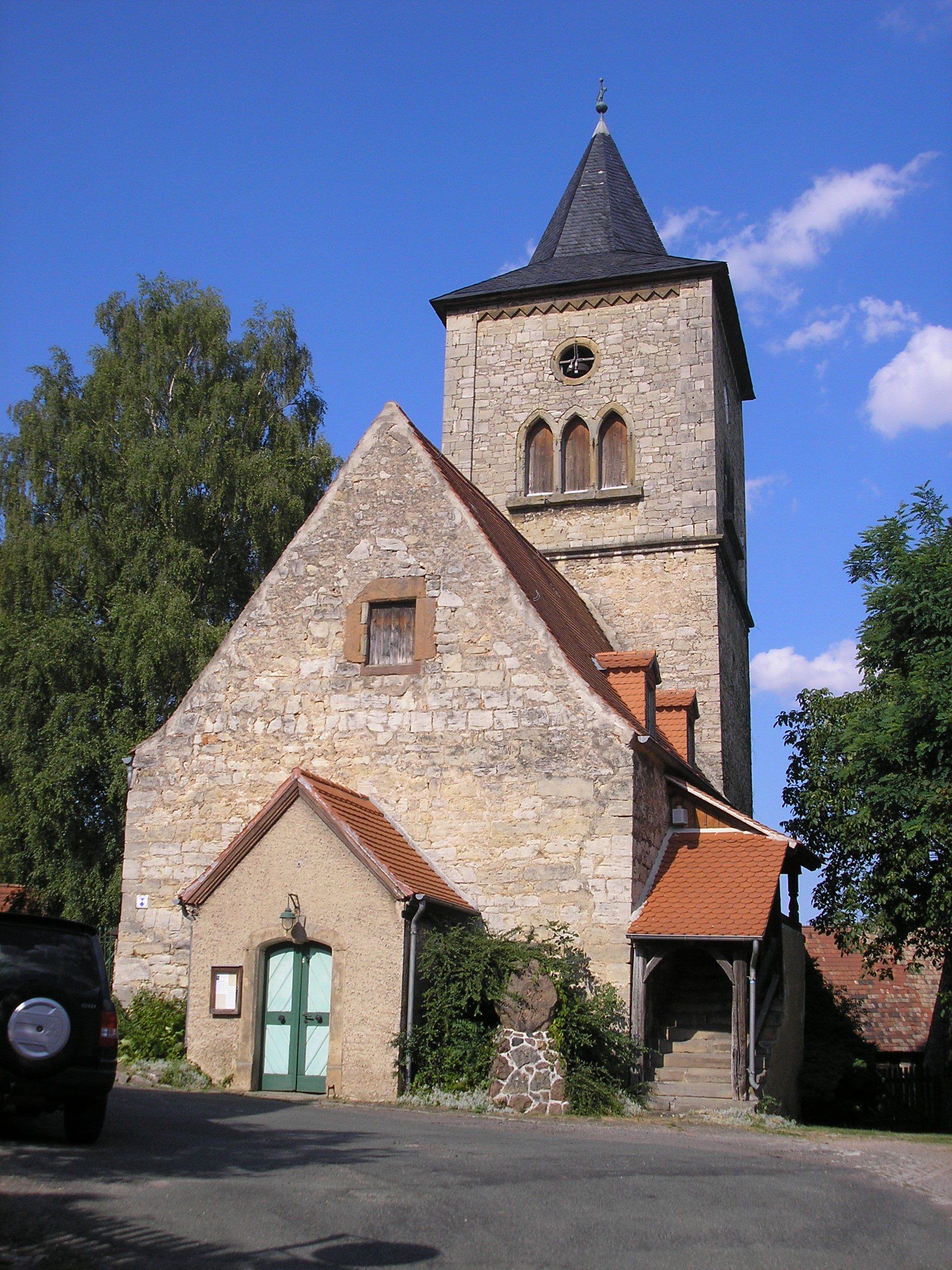
Die Kirche

Die evangelische Dorfkirche Zu unserer Lieben Frauen steht in Buchfart im Landkreis Weimarer Land in Thüringen. Die Kirchengemeinde Buchfart gehört zum Kirchengemeindeverband Buchfart-Legefeld im Kirchenkreis Weimar der Evangelischen Kirche in Mitteldeutschland.

## Lage
Die Kirche an der den Ort querenden Kreisstraße 511 ist gut erreichbar.

## Geschichte
Von der Chorturmkirche stammt der älteste Teil aus der Romanik. Im Jahr 1502 wurde die Pfarrei Buchfart umgebaut, demnach gab es auch schon die Kirche.

## Ausstattung
Aus dem Jahre 1492 stammt der Flügelaltar aus Jenas Werkstatt Linde. Er zeigt Maria als Himmelskönigin auf der Mondsichel mit Strahlenkranz und Kind auf dem Arm. Weitere Figuren sind Petrus und Paulus sowie die Heiligen Dorothea, Barbara, Katharina und Margareta mit den Insignien. Geschlossen zeigt der Flügelaltar die Verkündung des Erzengels Gabriel an die Jungfrau Maria. Das Kruzifix ist auch aus dem 16. Jahrhundert.

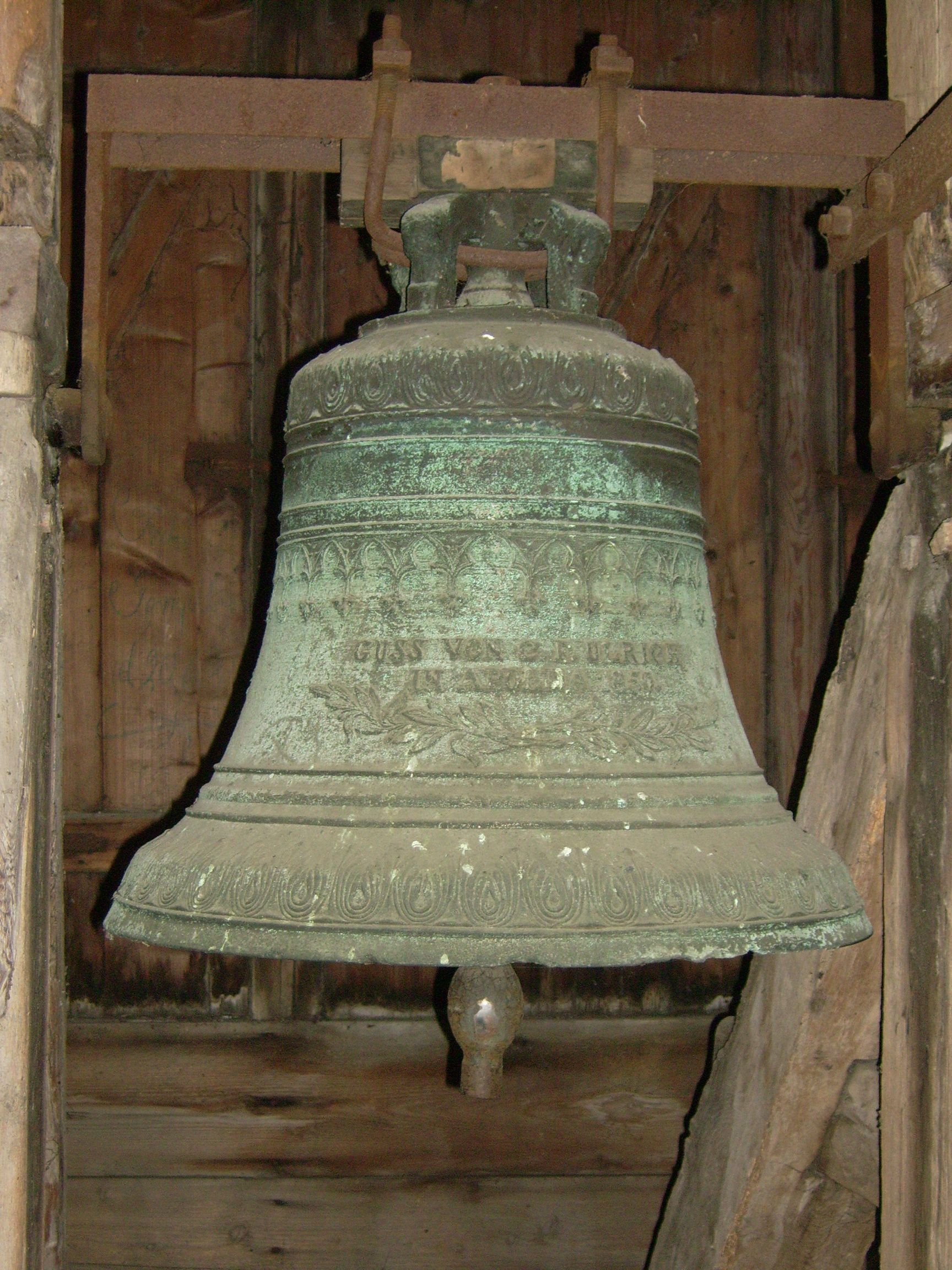
Die Ulrich-Glocke

## Orgel
Die erste Orgel kann 1714 mit 7 Registern verzeichnet werden. 1780 baute Christian Wilhelm Christoph Trebs (Weimar) ein neues Instrument, welches 1819 von Johann Georg Görbing überarbeitet und mit einem Oktavbass ergänzt wurde. Die Orgelrevision übernahm Johann Gottlob Töpfer. Am 30. August 1829 wurde die von Johann Wilhelm Salfelder umgebaute und mit bereits 9 Stimmen versehene Orgel geweiht. Auch hier war Johann Gottlob Töpfer der Orgelrevisor. Emil Heerwagen (Weimar) schuf 1890 eine pneumatisierte romantische Orgel mit 12 Registern.

## Glocken
1850 goss Carl Friedrich Ulrich (Apolda) zwei Bronzeglocken, deren größere im Ersten Weltkrieg abgeliefert werden musste. Für sie wurde 1923 bei Schilling & Lattermann (Apolda und Morgenröthe) eine Eisenhartgussglocke mit der Nummer 6130 gegossen. Die kleinere Schwester durfte bleiben. Sie wurde im Zweiten Weltkrieg mit der Inventarnummer 11-23-35 B nach Ilsenburg abgeliefert und kehrte 1948 zurück. Seit dem Jahr 2011 werden die Glocken von einem elektrischen Läutewerk geschlagen.